# Richesse abstraite
 (mai 2023).
La mise en forme du texte ne suit pas les recommandations de Wikipédia : il faut le « wikifier ».
Les points d'amélioration suivants sont les cas les plus fréquents :
- Les titres sont pré-formatés par le logiciel. Ils ne sont ni en capitales, ni en gras.
- Le texte ne doit pas être écrit en capitales (les noms de famille non plus), ni en gras, ni en italique, ni en « petit »…
- Le gras n'est utilisé que pour surligner le titre de l'article dans l'introduction, une seule fois.
- L'italique est rarement utilisé : mots en langue étrangère, titres d'œuvres, noms de bateaux, etc.
- Les citations ne sont pas en italique mais en corps de texte normal. Elles sont entourées par des guillemets français : « et ».
- Les listes à puces sont à éviter, des paragraphes rédigés étant largement préférés. Les tableaux sont à réserver à la présentation de données structurées (résultats, etc.).
- Les appels de note de bas de page (petits chiffres en exposant, introduits par l'outil «  Source ») sont à placer entre la fin de phrase et le point final[comme ça].
- Les liens internes (vers d'autres articles de Wikipédia) sont à choisir avec parcimonie. Créez des liens vers des articles approfondissant le sujet. Les termes génériques sans rapport avec le sujet sont à éviter, ainsi que les répétitions de liens vers un même terme.
- Les liens externes sont à placer uniquement dans une section « Liens externes », à la fin de l'article. Ces liens sont à choisir avec parcimonie suivant les règles définies. Si un lien sert de source à l'article, son insertion dans le texte est à faire par les notes de bas de page.
- La présentation des références doit suivre les conventions bibliographiques. Il est recommandé d'utiliser les modèles {{Ouvrage}}, {{Chapitre}}, {{Article}}, {{Lien web}} et/ou {{Bibliographie}}. Le mode d'édition visuel peut mettre en forme automatiquement les références.
- Insérer une infobox (cadre d'informations à droite) n'est pas obligatoire pour parachever la mise en page.

Pour une aide détaillée, merci de consulter Aide:Wikification.
Si vous pensez que ces points ont été résolus, vous pouvez retirer ce bandeau et améliorer la mise en forme d'un autre article.
La richesse abstraite est une notion de Karl Marx présente dans sa critique de l'économie-politique et dans sa critique de la théorie de la valeur. La "richesse abstraite" se distingue notamment par rapport à la "richesse matérielle" (ou richesse "réelle"). Karl Marx s'intéresse, via ce concept de la richesse abstraite, à ce qu'est la "richesse" d'une société capitaliste. Certains penseurs et courants marxiens hétérodoxes (Moishe Postone, John Holloway, la Critique de la valeur-dissociation etc...) se sont également réappropriés ce concept critique. Marx présente la production reposant sur la valeur comme un mode de production dont « la présupposition est – et reste – la masse de temps de travail direct, la quantité de travail employée, comme le facteur déterminant dans la production de richesse ». Comme le précise Moishe Postone : ce qui caractérise la valeur en tant que forme de richesse, selon Karl Marx, est ce qui est constitué par la dépense du travail humain direct dans le processus de production, mesurée temporellement. La valeur est une forme sociale qui exprime, et qui est basée sur, l'extension du temps de travail direct. Cette forme, toujours pour Marx, constitue précisément le cœur du capital. En tant que catégorie des relations sociales fondamentales qui constituent le capitalisme, la valeur exprime ce qui est, et reste, la fondation de base de la production capitaliste.
Dès le début du Capital, Marx évoque ce qu'est la richesse abstraite capitaliste : « La richesse des sociétés dans lesquelles règne le mode de production capitaliste apparait comme une "gigantesque collection de marchandises" ». La marchandise étant, selon Marx, une production déterminée par un temps de travail socialement nécessaire.

## Explication marxienne: la distinction entre la "richesse abstraite" et la "richesse matérielle"
L'historien et théoricien marxien Moishe Postone explique donc que la richesse abstraite est, selon Marx, une forme de richesse sociale spécifiquement et historiquement déterminée. Elle est historiquement déterminée au sein du mode de production capitaliste. La richesse abstraite sous le capitalisme est une forme de richesse basée principalement sur une dépense de temps de travail socialement nécessaire. A l'inverse de cette richesse capitaliste et de la valeur, Marx distingue le concept de la "richesse matérielle" (ou "richesse réelle") : cette forme de "richesse matérielle" se mesure par la quantité produite, et est fonction de nombreux facteurs en plus du travail, tels que le savoir, l'organisation sociale et les conditions naturelle. La valeur, qui est la forme dominante de richesse dans le capitalisme, est uniquement constituée par la dépense de temps de travail humain (socialement nécessaire). Alors que la richesse matérielle, en tant que forme dominante de richesse, est médiatisée par des relations sociales manifestes, la valeur est une forme de richesse auto-médiatisante.

Pour Moishe Postone, cette reconsidération du concept de la "richesse abstraite" et de la richesse matérielle doit nécessairement conduire à une nouvelle analyse du capitalisme :
Le caractère abstrait de la médiation sociale qui sous-tend le capitalisme s’exprime également sous la forme de richesse qui domine dans cette société. La « théorie de la valeur-travail » de Marx a souvent été comprise de façon erronée en tant que théorie de la richesse-travail, c’est-à-dire en tant que théorie qui cherche à expliquer le mécanisme du marché et à prouver l’existence de l’exploitation en affirmant que le travail, toujours et partout, est la seule source sociale de richesse. Mais l’analyse de Marx n’est pas une analyse de la richesse en général, ni du travail en général. Il a analysé la valeur en tant que forme historiquement spécifique de richesse, la valeur est également une forme de médiation sociale. Marx a explicitement distingué valeur et richesse matérielle, et il a lié ces deux formes distinctes de richesse à la dualité du travail sous le capitalisme.

Également, dans son article sur Repenser Le Capital à la lumière des Grundrisse :
Bien que je ne puisse approfondir ici, le concept clé de plus-value chez Marx n'indique pas seulement, comme le souligne l'interprétation traditionnelle, que le surplus est produit par le classe laborieuse, mais que le capitalisme se caractérise par une forme déterminée d'emballement de la croissance. Le problème de la croissance économique dans le capitalisme, suivant cette grille de lecture, n'est pas seulement sa tendance à la crise, comme cela a été souligné fréquemment et correctement par les approches marxistes traditionnelles. C'est plutôt que la forme de la croissance elle-même, qui entraîne la destruction accélérée de l'environnement naturel pour une augmentation toujours moindre de plus-value, est en elle-même problématique. La trajectoire de la croissance serait différente, selon cette approche, si le but ultime de la production était l'augmentation de la quantité de biens plutôt que l'augmentation de la plus-value.

## Citations
Si le système monétaire et mercantile distingue le commerce mondial et les branches particulières du travail national qui débouchent directement sur le commerce mondial, pour en faire les seules vraies sources de la richesse, ou de l'argent, il faut considérer qu'à cette époque la plus grande partie de la production nationale se déroulait encore dans les cadres féodaux et constituait pour les producteurs eux-mêmes la source immédiate de leurs moyens d'existence. Les produits, pour une grande part, ne se transformaient pas en marchandises, par conséquent pas en argent; ils n'entraient absolument pas dans l'échange général de substance de la société, n'apparaissaient donc pas comme la matérialisation du travail abstrait général, et, de fait, ne créaient pas de richesse bourgeoise. L'argent en tant que but de la circulation, c'est la valeur d'échange, ou la richesse abstraite, et non quelque élément matériel de la richesse représentant la fin déterminante et le principe moteur de la production. Comme il était normal au seuil de la production bourgeoise, ces prophètes méconnus étaient fermement attachés à la forme solide, palpable et brillante de la valeur d'échange, à sa forme de marchandise générale par opposition à toutes les marchandises particulières. La sphère d'économie bourgeoise proprement dite de l'époque était la sphère de la circulation des marchandises.
-Karl Marx, Critique de l'économie politique, 1859.
Toutes les marchandises n'étant ainsi que de l'argent figuré, l'argent est la seule marchandise réelle. Contrairement aux marchandises, qui ne font que représenter le mode d'existence autonome de la valeur d'échange, du travail social général, de la richesse abstraite, l'or, lui, est la forme matérielle de la richesse abstraite. Au point de vue de la valeur d'usage, chaque marchandise n'exprime en se rapportant à un besoin particulier qu'un moment de la richesse matérielle, qu'un côté isolé de la richesse. L'argent, lui, satisfait tous les besoins, étant immédiatement convertible en l'objet de n'importe quel besoin. Sa propre valeur d'usage se trouve réalisée dans la série sans fin des valeurs d'usage constituant son équivalent. Dans sa substance métallique massive, il recèle en germe toute la richesse matérielle qui se déploie dans le monde des marchandises. Si donc les marchandises représentent dans leur prix l'équivalent général ou la richesse abstraite, l'or, il représente, lui, dans sa valeur d'usage les valeurs d'usage de toutes les marchandises.
-Karl Marx, Critique de l'économie politique, 1859.
Le fait que la production n’est pas réellement soumise au contrôle de la société en tant que production sociale se manifeste donc d’une façon frappante : la forme sociale de la richesse existe en tant qu’objet en dehors d’elle. […] C’est seulement en système capitaliste qu’elle apparaît de la façon la plus frappante, sous la forme la plus grotesque qui soit, celle d’une contradiction, d’un non-sens absurde.
-Karl Marx, Le Capital, Livre III.